# コンスタンティヌスの寄進状

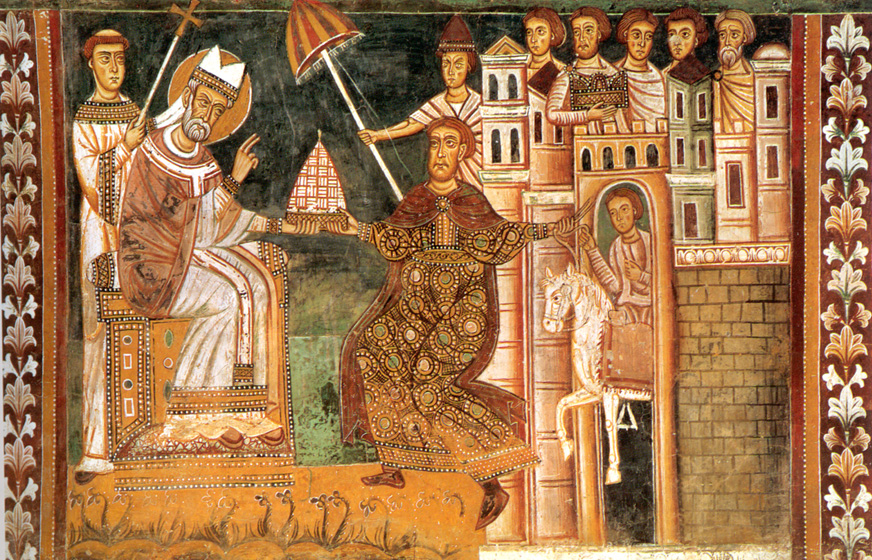
教皇シルウェステル1世に寄進する皇帝コンスタンティヌス1世。13世紀のフレスコ。

コンスタンティヌスの寄進状（コンスタンティヌスのきしんじょう、ラテン語: Constitutum Donatio Constantini）は、ローマ皇帝コンスタンティヌス1世が教皇領を寄進した証拠とされた文書である。教権の重要な根拠の一つであった。
ルネサンス期に偽書であることが指摘された。現在では、8世紀中期に東ローマ帝国からの独立性を主張するために偽造されたと考えられている。

## 内容
その内容は、
というものであった。

### 解説
書簡形式で書かれており、315年3月30日に書かれたことになっている。
まずコンスタンティヌス1世はハンセン病を患い、時の教皇シルウェステル1世の祈りによって救われたとする。コンスタンティヌスはシルウェステル1世を皇帝にしようとしたが、シルウェステル1世は帝冠を一度受け取ったが被らず、帝冠を改めてコンスタンティヌス1世に被せたという。
次に聖ペテロに向ける形で、コンスタンティヌスによる以下の寄進の記録を記す。すなわちアンティオキア・アレクサンドリア・エルサレム・コンスタンティノポリスと、他の全ての教会に対する優越権、皇帝の紋章とラテラノ宮殿の下賜、西部属州における皇帝権を教皇に委譲した。
この架空の歴史的事実によって、教皇は「普遍的司教」であり皇帝任命権を保持している、という主張の根拠とされた。

## 影響
800年のフランク王国カール大帝への戴冠は、この偽書を根拠として行われた。これを先例として、後に教皇は皇帝よりも優越的な地位にあるとされた。
中世におけるローマ教皇と神聖ローマ皇帝との叙任権闘争の際にも根拠とされ、また東方教会との対立問題ではカトリック教会の独立性を主張するために引用された。
11世紀以後も、世俗権と皇帝に対する教皇の優位性（｢世界はローマ教皇に帰属する」という主張）の根拠として使用された。

## 偽文書
15世紀にイタリアの人文主義者ロレンツォ・ヴァッラが、古いラテン語文献に使われている用法とは異なる点があることに気付き、『コンスタンティヌス寄進状の偽作論』を発表した。
その後、幾度もの論争を経て18世紀に偽書であることが確定した。作者は不明である。
この文書の出自は明かではなく、いくつかの説がある。ローマ教皇ステファヌス2世（在位752年 - 757年）ないしその側近の手になるという説、9世紀にフランスの聖職者によって教皇権擁護のために作られたとする説、8世紀中頃にラテラノの聖職者によって教皇への対抗のために作られたとする説、同じく8世紀中頃の教皇パウルス1世在位中に教皇に仕える聖職者が作ったとする説、などである。
イギリスの歴史家R・W・サザーンは、この文書の書かれた年代を750年以降とし、その目的は
1. ビザンツ皇帝とローマ教皇の不和を正当化するため
2. フランク王国に対し、イタリア半島における旧ビザンツ帝国領に対する教皇の主権を証明するため

であったとする。

## 『偽イシドールス教令集』
「コンスタンティヌス帝の寄進状」は、『偽イシドールス教令集』に掲載されていた。
7世紀、イベリア半島のセビリャ大司教イシドールスは従来の教令集『ディオニシアーナ』にスペインでの教会会議の決定を増補し、『ヒスパナ』という教令集を編纂した。後にこれが『イシドールス集録』と呼ばれ、教会法（カノン法）の法源とされた。
『偽イシドールス教令集』はこれとは別物で、8世紀か9世紀にイシドールスに仮託して作成された文書集である。第1部・第3部にはクレメンス1世（第4代）からグレゴリウス2世（第89代）のローマ教皇の教令を収め、第2部にはニカイア公会議（325年）からトレド公会議（683年）の議決を収めている。第1部・第3部のうち、100以上の教令は偽文書である。